# ثامر الموسى
ثامر الموسى (مواليد 24 أبريل 2005) ، لاعب كرة قدم سعودي يلعب كلاعب وسط في النادي العربي.